# Garnele

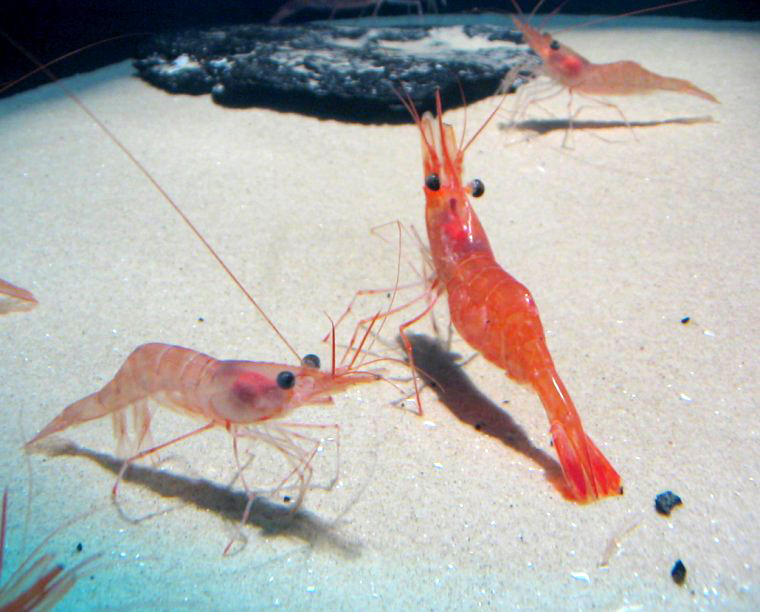
Garnelen

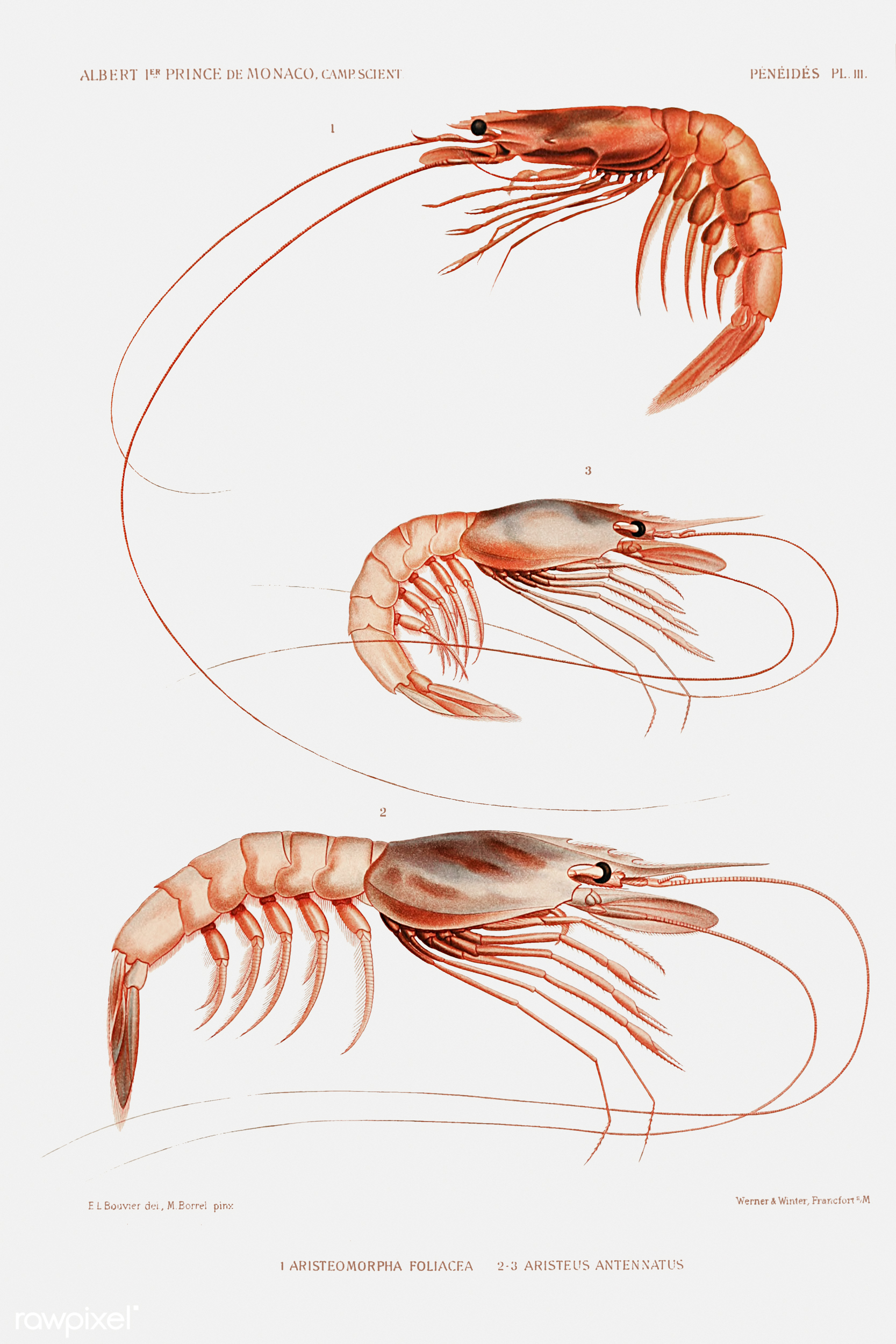
Unterschiedliche Garnelenarten auf einem Poster von Augustus Addison Gould

Als Garnelen (auch Shrimps, norddeutsch Krabben) werden unterschiedliche Arten in der Bodenzone lebender oder freischwimmender Krebstiere bezeichnet. Der Begriff fasst als Formtaxon nicht direkt miteinander verwandte Krebse in einer Gruppe zusammen. Langusten, Hummerartige (beispielsweise „Scampi“ oder Kaisergranat) und in Süßwasser lebende Flusskrebse werden oft nicht zu den Garnelen gezählt (vgl. aber Süßwassergarnelen).

## Beschreibung

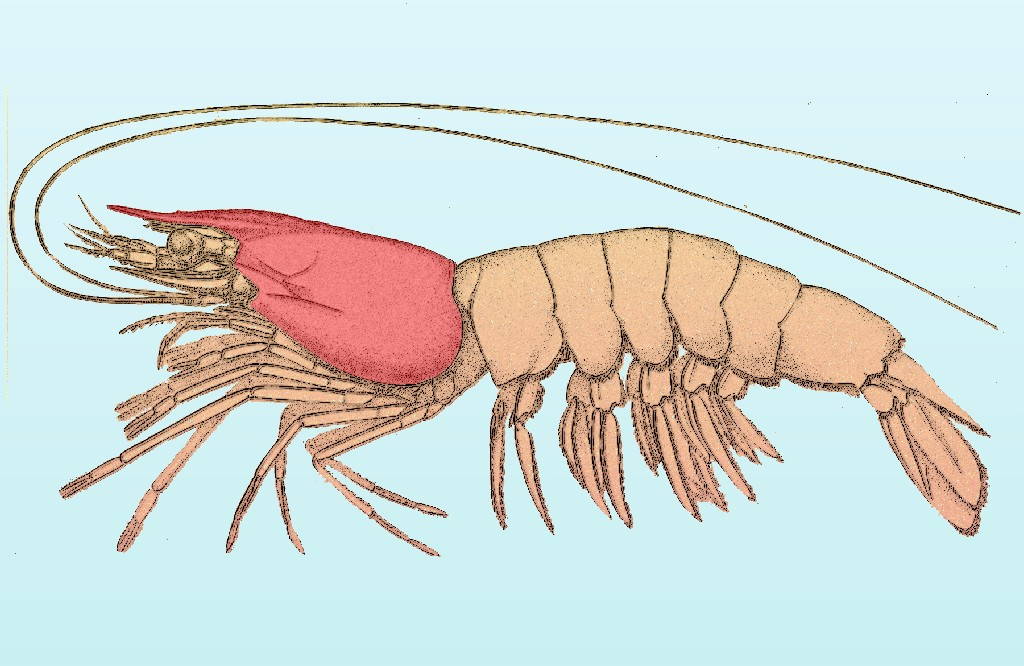
Schematische Darstellung einer Garnele. Das Rostrum ist rot hervorgehoben.

Garnelen haben einen langgestreckten, mehr oder weniger zylindrischen und seitlich leicht zusammengedrückten Körper mit dünner Schale. Sie tragen lange Antennen („Fühler“; die zweite Antenne besitzt an der Basis eine große Schuppe: Exopodit) und haben lediglich zierliche Greiforgane („Scheren“); die Beine im hinteren Abschnitt des Körpers sind zu Schwimmorganen umgebildet. Der Kopf trägt meist einen nach vorne gerichteten, langgestreckten Fortsatz, das Rostrum, welches auch als Carpax bezeichnet wird.

## Systematik

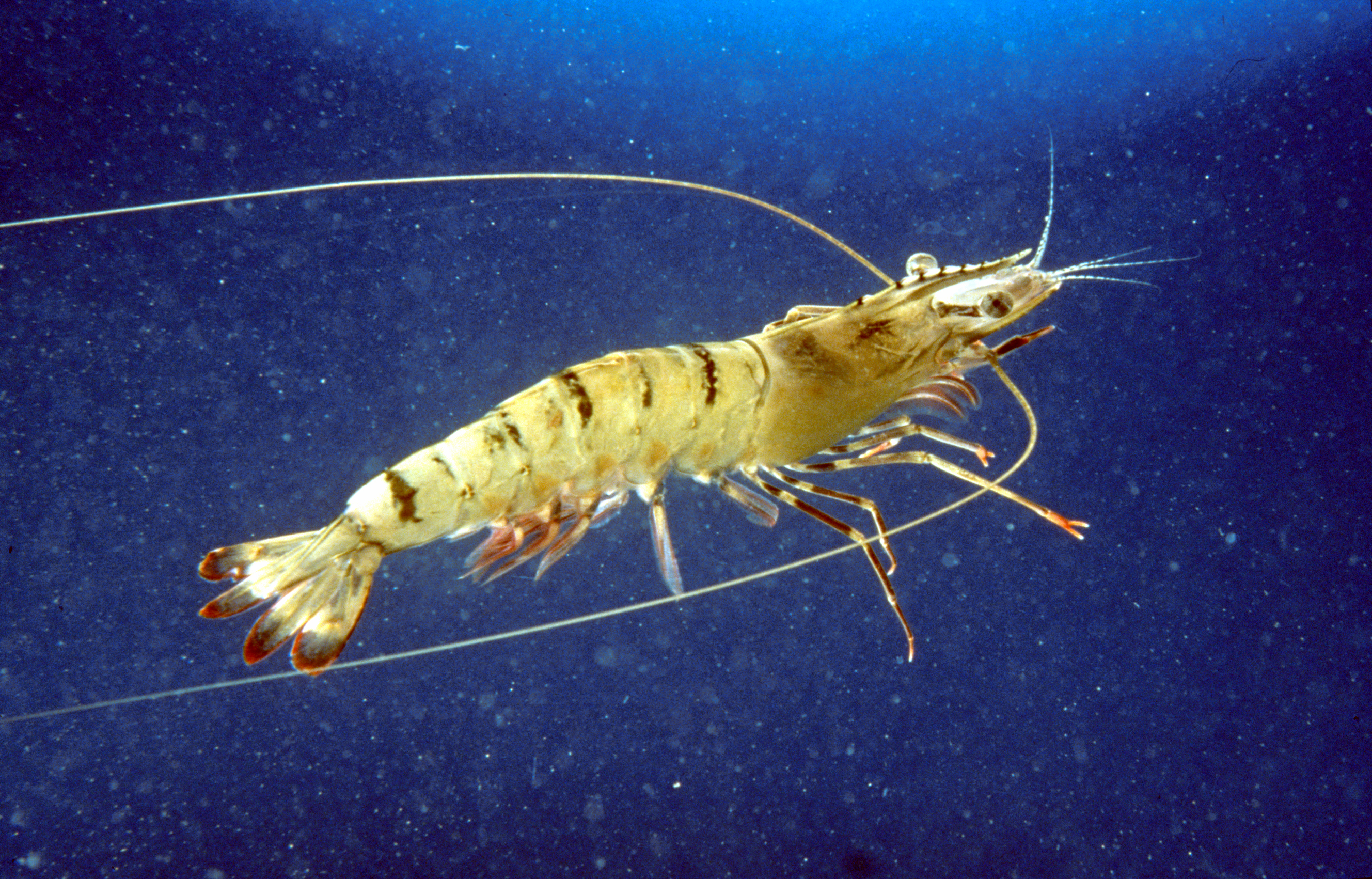
Eine Schwarze Tigergarnele Penaeus monodon
(Foto: CSIRO ScienceImage)

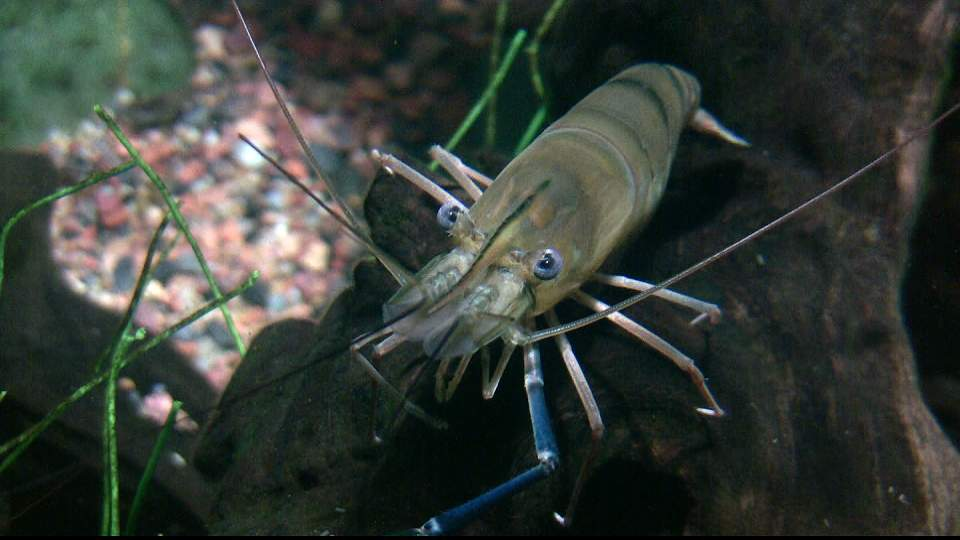
Nahaufnahme einer Rosenberggarnele
(Foto: Syrist)

Früher wurden Garnelen in einer nicht-monophyletischen Unterordnung „Natantia“ innerhalb der Zehnfußkrebse zusammengefasst. Jedoch gehören nicht alle als „Garnelen“ bezeichneten Arten zu den Zehnfußkrebsen. „Garnelen“ finden sich heute unter anderem in den folgenden, teilweise nicht näher miteinander verwandten Krebs-Taxa:
- Ordnung Decapoda (Zehnfußkrebse)
  - Unterordnung Dendrobranchiata

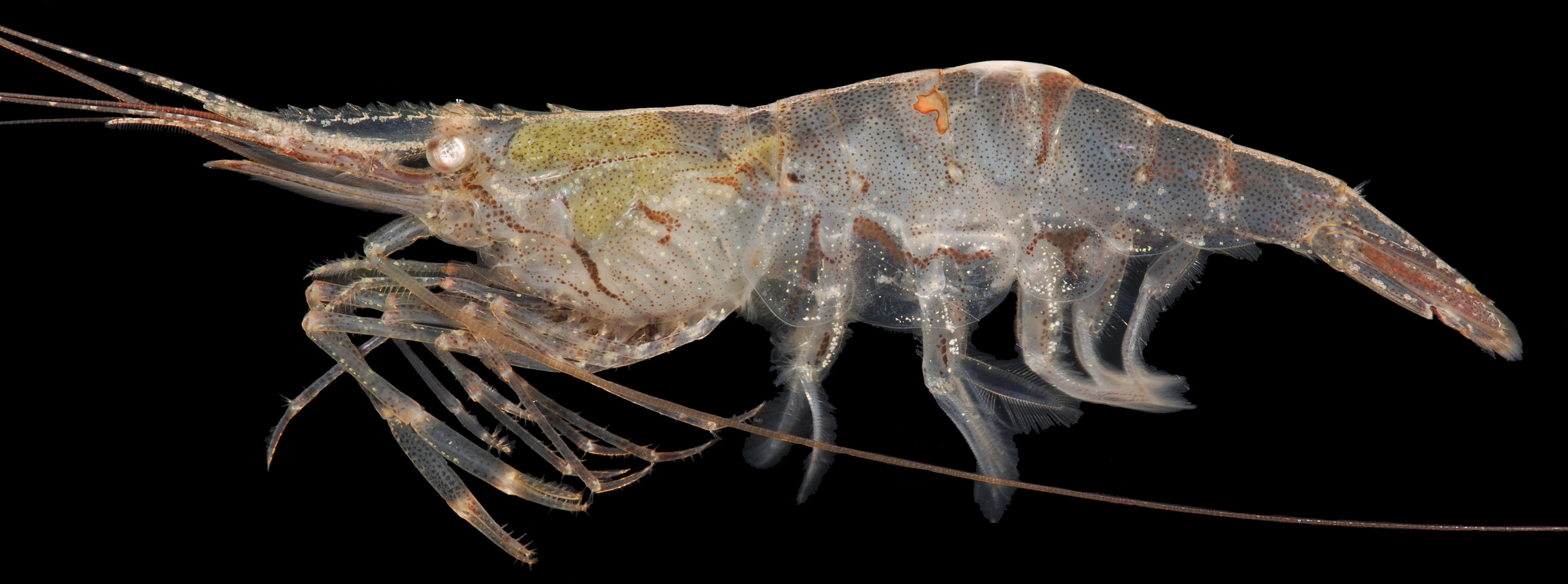
Palaemon macrodactylus hat sich als Neobiota fast weltweit verbreitet

    - Familie Penaeidae (Geißelgarnelen)
      - Aristeomorpha foliacea (span. gamba chorizo)
      - Chinesische Weiße Garnele Fenneropenaeus chinensis (Zuchtgarnele)
      - Fenneropenaeus indicus (wichtige Zuchtgarnele)
      - Golf-Bananen-Garnele Fenneropenaeus merguiensis (Zuchtgarnele)
      - Indische Bananen-Garnele Litopenaeus stylirostris (Zuchtgarnele)
      - Weißfußgarnele (Litopenaeus vannamei) (wichtigste Zuchtgarnele[1])
      - Marsupenaeus japonicus (Zuchtgarnele)
      - Parapenaeus longirostris (span. gamba blanca)
      - Penaeus antennatus (span. gamba rosada)
      - Schwarze Tigergarnele Penaeus monodon (wichtige Zuchtgarnele[2][3])

  - Unterordnung Pleocyemata
    - Teilordnung Caridea
      - Familie Atyidae (Süßwassergarnelen), werden z. T. in der Aquaristik eingesetzt
      - Familie Crangonidae
        - Nordseegarnele (Crangon crangon, keine Zucht, nur Fang)

      - Familie Palaemonidae (Felsen- und Partnergarnelen), Gattung Macrobrachium
        - Rosenberggarnele Macrobrachium rosenbergii (wichtigste Süßwasser-Zuchtgarnele[4])
        - Macrobrachium nipponense (Zuchtgarnele)
        - Ostseegarnele (Palaemon adspersus)
        - Palaemon macrodactylus (als invasive Art eingestuft)
        - Sägegarnele (Palaemon serratus)

      - Familie Pandalidae (Tiefseegarnelen)
        - Eismeergarnele (Pandalus borealis, keine Zucht, nur Fang)

    - Teilordnung Stenopodidea

- Ordnung Mysidacea
  - Unterordnung Mysida (Schwebegarnelen), in Europa und Nordamerika in Flüsse und Seen eingewandert

## Bedeutung als Nahrungsmittel

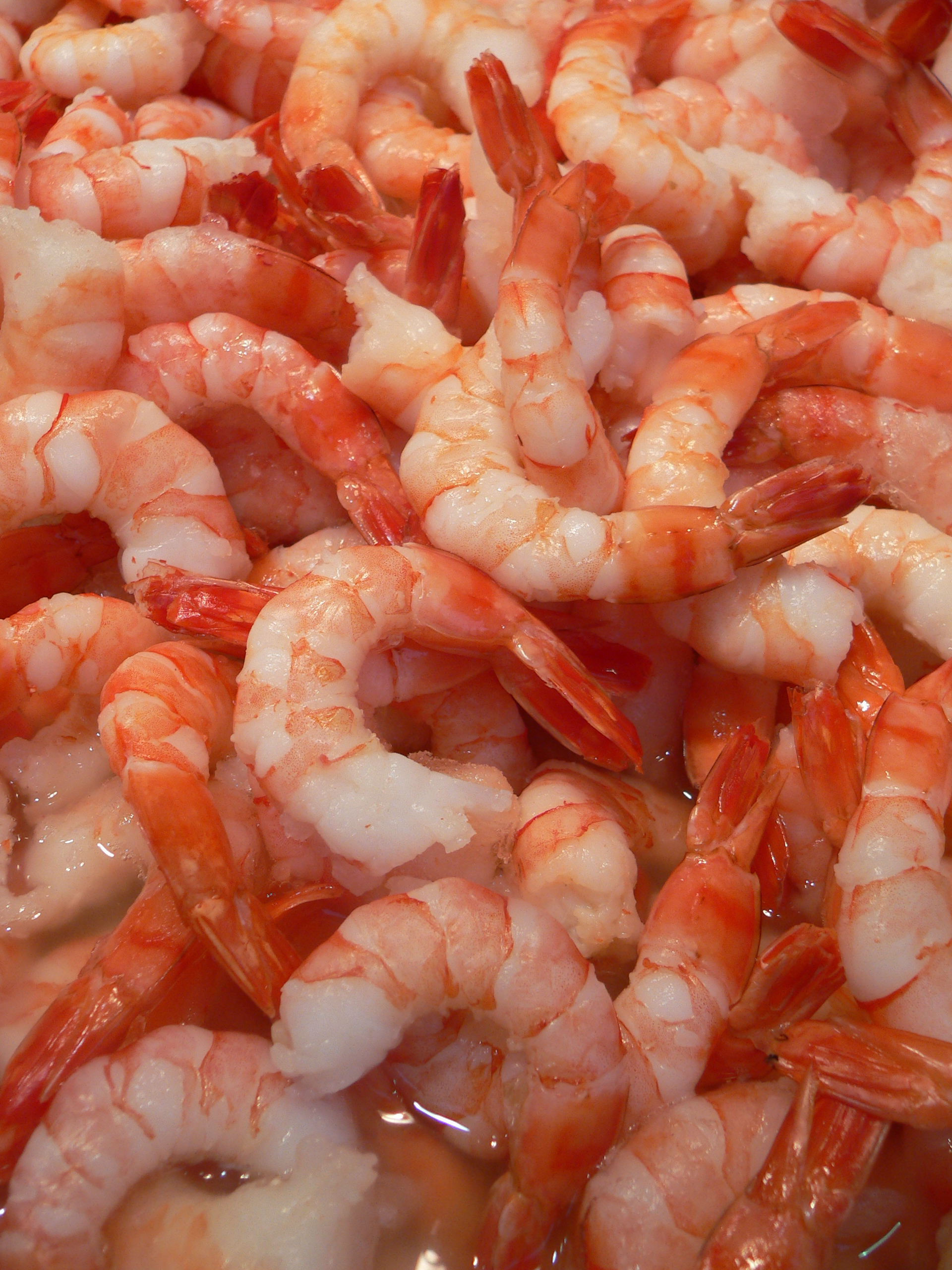
Garnelen im Verkauf, ohne Kopf, Beine, Carapax und den größten Teil des hinteren Exoskeletts

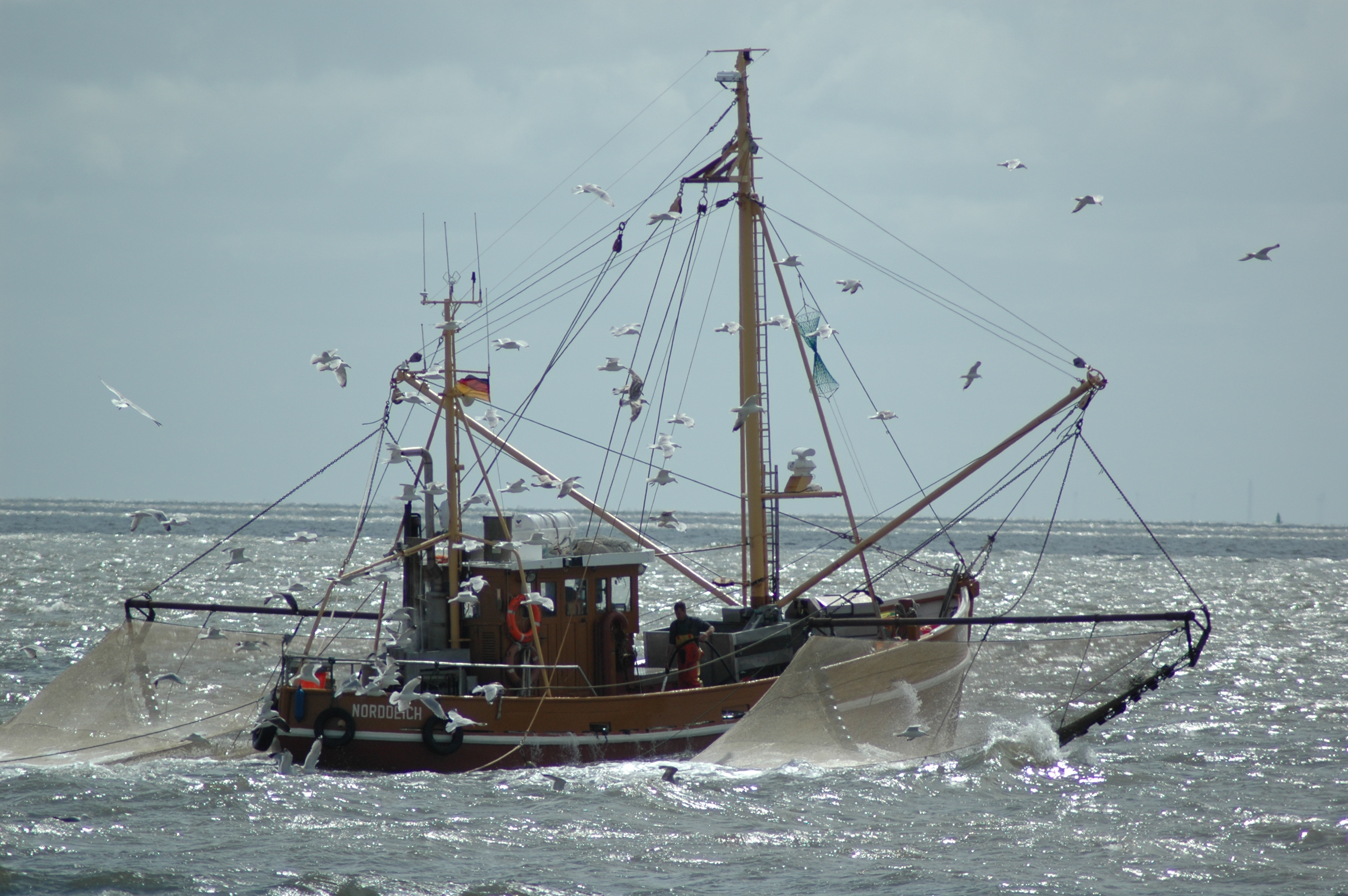
„Krabbenkutter“ (die Garnelen werden von den Fischern „Krabben“ genannt) vor Norderney

Garnelen aus unterschiedlichen Verwandtschaftsgruppen werden in Aquakulturen gezüchtet, oder kommerziell befischt und als Nahrungsmittel vermarktet. Die Handelsbezeichnungen beziehen sich meist auf Tiere einer bestimmten Größenklasse oder Herkunft, korrespondieren dabei nicht unbedingt mit der Zugehörigkeit zu einer biologischen Gruppe.
Zu den am häufigsten gezüchteten Garnelen gehören zu den bis zehn Zentimeter langen Geißelgarnelen (Penaeidae), wobei die Weißfußgarnele (Litopenaeus vannamei) und die Schwarze Tigergarnele (Penaeus monodon) mit Abstand die wichtigsten Krebstiere sind, die in Aquakultur gezüchtet werden.
Geißelgarnelen werden im Handel oft unter der englischen Bezeichnung „Shrimps“ (zuweilen auch „Schrimps“) oder, bei größeren Exemplaren, „Prawns“ angeboten; die Bezeichnung „Pazifikgarnelen“ bezieht sich auf unterschiedliche, zum Teil auch im Indischen Ozean beheimatete Penaeus-Arten, wie zum Beispiel „Black Tiger prawns“ (Penaeus monodon). „Eismeershrimps“ beziehungsweise -garnelen und „Grönlandkrabben“ aus dem Nordatlantik und Nordpazifik gehören überwiegend zur Art Pandalus borealis. Die großen „Party-Gambas“ und „Riesengarnelen“ (span. Handelsbezeichnung „Gambas“, engl. „Kingprawns“) sind meist der Art Litopenaeus vannamei zuzuordnen und stammen aus indonesischer oder thailändischer Zucht.

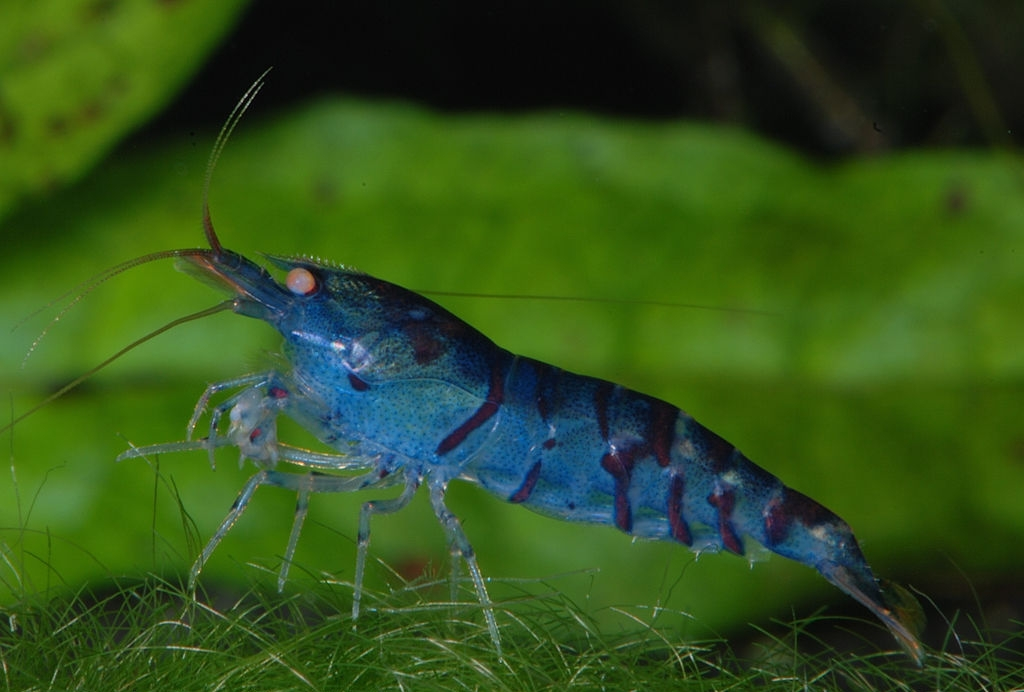
Die Süßwassergarnele Caridina cf. cantonensis blue tiger eignet sich für die Haltung im Aquarium

Die in der Nord- und Ostsee beheimateten Nordseegarnelen gehören zur Art Crangon crangon. Sie werden auch als „Nordseekrabben“, „Strandgarnelen“, „Granat“, „Krevetten“ (von franz. „crevette“ − dort auch allgemein für Garnelen), „Porren“, „Knat“ und „Graue Krabben“ angeboten. Sogenannte Speisekrabben, die eine bestimmte Mindestgröße aufweisen, gelangen als Lebensmittel in den Handel und sind in den Nordsee-Anrainerstaaten eine beliebte Delikatesse. In Norddeutschland wird Nordseekrabbenfleisch traditionell bei einer Reihe von Gerichten und Speisen verwendet.

## Garnelen in der Aquaristik
Neben der Bedeutung als Nahrungsquelle haben sich einige der farbenfrohen Garnelen auch in der Aquaristik etabliert. Hier kommen insbesondere Arten aus der Teilordnung Caridea zum Einsatz, deren Haltung als Heimtier bereits in Fachzeitschriften erörtert wird. Dabei geht es um Fragen zur Haltung, Pflege, Vergesellschaftung, Erkrankungen und Ernährung sowie spezielle Aquarientechnik für Wirbellose wie Garnelen, Krebsen und Schnecken.